# El rostro de Analía
El rostro de Analía est une telenovela américaine diffusée entre le 20 octobre 2008 et le 16 juillet 2009 sur Telemundo.

## Distribution
| Acteur / Actrice    | Personnage                                                  |
| ------------------- | ----------------------------------------------------------- |
| Elizabeth Gutiérrez | Ana Lucía Moncada / Mariana Andrade de Montiel, dite Analía |
| Martín Karpan       | Daniel Montiel                                              |
| Maritza Rodríguez   | Sara Andrade                                                |
| Gabriel Porras      | Ricardo Montana, dit Ricky                                  |
| Zully Montero       | Carmen Rodríguez de Andrade                                 |
| Alejandra Lazcano   | Leticia Covarrubias                                         |
| Ximena Duque        | Camila Moncada                                              |
| Karla Monroig       | Isabel Martínez                                             |
| Gaby Espino         | Mariana Andrade de Montiel / Ana Lucía "Analía" Moncada     |
| Grettell Valdez     | Carolina Covarrubias                                        |
| Elluz Peraza        | Olga Palacios                                               |
| Flavio Caballero    | Capitán Nelson Lares                                        |
| Flor Nuñez          | Agustina Moncada                                            |
| Alba Roversi        | Angelina Infante de Covarrubias                             |
| Daniel Lugo         | Dr. Armando Rivera                                          |
| Chela Arias         | Yoya                                                        |
| Daniela Nieves      | Adriana Montiel                                             |
| Fabiola Componanes  | Melissa Covarrubias de Infante                              |
| Germán Barrios      | Ernesto Andrade                                             |
| Jorge Consejo       | Roberto Picano                                              |
| Andrés García Jr.   | Padre Benito                                                |
| Franco Gala         | Mauricio Montiel                                            |
| Pedro Moreno        | Cristobal Colón                                             |
| Álvaro Ruiz         | Nieves                                                      |
| Gustavo Franco      | René Solás                                                  |
| Víctor Corona       | Alfonso Romero, dit Chino                                   |
| Ana Gabriel Barboza | Vicky                                                       |
| Zuleyka Andrade     | Cecilia Salas                                               |
| Roxana Peña         | Margarita                                                   |
| Carlos Garín        | Capitán Delgado                                             |
| Michelle Jones      | Lupe                                                        |
| Alba Raquel Barros  | Dionisia Valdéz                                             |
| Evelyn Santos       | Marlene                                                     |
| Alejandro Chabán    | Miguel Andrade Palacios                                     |
| Jacqueline Marquéz  | Chanicua Johnson                                            |
| Angie Russian       | Jazmín                                                      |
| Manolo Coego        | Celestino Camacho, dit El gordo                             |
| William Colmenares  | Détective Brown                                             |
| Miriam Henriquez    | Pamela Duarte                                               |
| Guadalupe Hernandes | Asunta                                                      |
| Alcira Gil          | Antonia Valdéz                                              |
| Raúl Izaguirre      | Aguirre                                                     |
| Ezequiel Montalt    | Gino                                                        |

## Diffusion internationale
- Telemundo
- Televen
- Caracol Televisión
- Ecuavisa
- SNT
- Canal 9
- Viva
- Chilevisión
- Telesistema
- Galavisión
- TVN / Telemix Internacional
- RTV Pink
- Televicentro de Nicaragua
- Pink BH
- Pink M
- Sitel TV
- RTL Televizija
- bTV
- Telemundo Porto Rico
- ATV
- Teletica
- Televisiete
- Monte Carlo TV
- TV Puls
- Shant TV
- Acasă
- GPB
- TV3
- Nova
- Farsi1
- Mnogo TV
- Top Channel
- Cool TV

- VBC
- MBC +DRAMA

### Sources
- (es) Cet article est partiellement ou en totalité issu de l’article de Wikipédia en espagnol intitulé « El rostro de Analía » (voir la liste des auteurs).